# 地域新聞社
株式会社地域新聞社（ちいきしんぶんしゃ、英: CHIIKISHINBUNSHA CO.,LTD.）は、千葉県北西部を中心に、フリーペーパー「地域新聞」を発行する企業。日本ABC協会加盟。2007年10月に大証ヘラクレス（現・ジャスダック）に上場。

## 事業内容
- 地域新聞の発行
- 地域新聞へのチラシ折込
- ホームページ制作、キャラクターデザイン、動画制作
- 販売促進総合支援

イベントプロモーション、カタログ・看板などの作成、ノベルティ・POP広告などの企画・制作など

## 支社
- 成田支社 - 千葉県成田市公津の杜3-15-2
- 八千代支社 - 千葉県八千代市高津679-1
- 船橋支社 - 千葉県鎌ケ谷市道野辺本町2-6-5
- 千葉支社 - 千葉県千葉市中央区鶴沢町20-16
- 柏支社 - 千葉県柏市柏4-6-3
- 千葉配送センター - 千葉県八千代市島田台981-1
- 編集センター - 千葉県八千代市勝田台北1-11-16

## 沿革
- 1984年8月 - 有限会社八千代地域新聞社設立。
- 1987年5月 - 株式会社八千代地域新聞社に組織変更。
- 1988年7月 - 株式会社地域新聞社に社名変更。
- 2007年10月31日 - 大証ヘラクレス（現・ジャスダック）に上場。
- 2014年12月19日 - 中日新聞社系のフリーペーパー、東京新聞ショッパー社を連結子会社化[2]。
- 2015年5月25日 - 本社を八千代市から船橋市に移転（本店は存置）。
- 2020年11月 - 本社所在地を千葉県船橋市から八千代市に移転。